# María Magdalena Campos Pons
María Magdalena Campos Pons (Matanzas, 22 de agosto de 1959) é uma artista cubana contemporânea radicada em Boston, nos Estados Unidos. Seu trabalho é focado principalmente na fotografia, performance, mídia audiovisual, e escultura. É considerada uma "figura chave" entre os artistas cubanos que encontraram sua voz em uma Cuba pós-revolucionária. Sua arte lida com temas de gênero e sexualidade, identidade multicultural (especialmente cubana, chinesa e nigeriana), cultura cubana, e religião/espiritualidade (em particular, catolicismo e santería).